# Enrica Zunic'
 (novembre 2017).
Si vous disposez d'ouvrages ou d'articles de référence ou si vous connaissez des sites web de qualité traitant du thème abordé ici, merci de compléter l'article en donnant les références utiles à sa vérifiabilité et en les liant à la section « Notes et références ».
Enrica Zunic' est le pseudonyme d'Enrica Lozito, autrice italienne de fantastique et de science-fiction. Elle vit et travaille à Turin. Son œuvre est particulièrement inspirée par ses activités dans Amnesty International. Elle a publié des nouvelles dans la revue en ligne Delos et de nombreuses anthologies, dont Nessuna giustificazione (Solid, 2002), pour lequel elle a remporté le Premio Italia 2003 attribué au meilleur ouvrage de science-fiction de l'année.